# Municipium
Municipium (plurál municipia) bylo v dobách Římské republiky označení latinských a později italických měst závislých na Římu. Jejich obyvatelé se zavazovali snášet břemena (munera capere) ve prospěch Říma, jako byla třeba vojenská služba, za což obdrželi římské občanství. Navzdory tomu si municipia zásadně podržela vnitřní samosprávu. Rozlišovala se municipia s plnoprávným občanstvím (civitas cum suffragio) a s neplnoprávným občanstvím (civitas sine suffragio). Na základě zákonů Lex Iulia a Lex Plautia Papiria vydaných v letech 90 a 89 př. n. l. během spojenecké války získala italská města status municipií s plnoprávným občanstvím. Od dob Julia Caesara byla na municipia povyšována také města v provinciích na západě římské říše.